# Epeolus variegatus

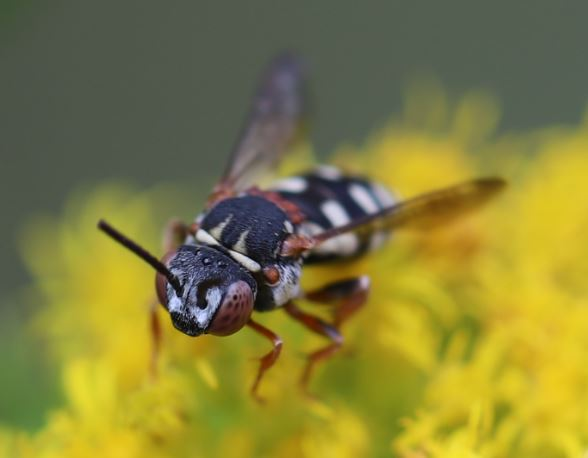
Frontansicht

Epeolus variegatus, auch als Gewöhnliche Filzbiene bezeichnet, ist eine Biene aus der Familie der Echten Bienen (Apidae). Sie gehört zu den so genannten Filzbienen.

## Merkmale
Die Bienen haben eine Körperlänge von sieben bis acht Millimetern. Der Körper der Weibchen ist hauptsächlich schwarz gefärbt, ihre Mandibeln, das Labrum, die Calli, Tegulae, das Schildchen (Scutellum), das sechste Tergit, die Schienen (Tibien) und Tarsen sind rot. Der Körper ist wenig behaart, trägt aber filzige Haarflecken. Das erste Tergit hat auf jeder Seite zwei längliche, hintereinander liegende Haarflecken, die außen verschmelzen. Das zweite Tergit hat zwei, das dritte und vierte Tergit je vier Haarflecken, nebeneinander am Hinterrand. Das Mesonotum ist kurz behaart. Das Labrum trägt eine Längsfurche und vier bis fünf Zähnchen, von denen die mittleren zwei kräftig ausgebildet sind. Das fünfte Sternit ist länger als breit und am Ende quer eingesattelt. Sein Hinterrand ist aufgewölbt. Die Männchen haben eine ähnliche Färbung und Behaarung wie die Weibchen, jedoch sind bei den meisten Individuen nur die Tegulae, die Schienen und die Tarsen rot. Das zweite und dritte Sternit haben unterbrochene Binden am Hinterrand, dieser ist mittig unpunktiert.

## Ähnliche Arten
- Epeolus cruciger – unterschiedliche Färbung des ersten Tergits der Weibchen

## Verbreitung
Die Art ist in Süd-, Mittel- und dem südlichen Nordeuropa verbreitet.

## Lebensweise
Die Art bildet eine Generation im Jahr. Die Tiere fliegen von Anfang Juni bis Ende September. Epeolus variegatus zählt zu den Kuckucksbienen. Sie nutzt als Brutschmarotzer folgende Seidenbienen-Arten: Colletes daviesanus, Colletes fodiens, Colletes halophilus und Colletes similis.
Die Filzbienen beobachtet man häufig an Korbblütlern wie Rainfarn, Wiesen-Schafgarbe, Gemeine Schafgarbe und Färber-Kamille, wo sie sich von Nektar ernähren.

## Belege
- Felix Amiet, M. Herrmann, A. Müller, R. Neumeyer: Fauna Helvetica 20: Apidae 5. Centre Suisse de Cartographie de la Faune, 2007, ISBN 978-2-88414-032-4.